# NGC 5922
NGC 5922 é uma estrela dupla na direção da constelação de Boötes. O objeto foi descoberto pelo astrônomo William Herschel em 1787, usando um telescópio refletor com abertura de 18,6 polegadas. 